# Castrillo de Duero
Castrillo de Duero es un municipio de España, en la provincia de Valladolid, comunidad autónoma de Castilla y León. Tiene una superficie de 25.77 km² con una población de 152 habitantes y una densidad de 5,9 hab/km². Pertenece a la comarca de Campo de Peñafiel.
Ubicado en el límite de la provincia de Valladolid con la de Segovia, se encuentra a 64 km de la capital, es el municipio más oriental de la provincia. Se asienta sobre una ladera que cae hacia el arroyo Botijas, en el páramo denominado Pico Cuchillejo.

## Geografía
Integrado en la comarca de Campo de Peñafiel, se sitúa a 66 kilómetros de la capital provincial. El término municipal está atravesado por la carretera nacional N-122, entre los pK 297 y 300, además de por carreteras locales que conectan con Roa, Olmos de Peñafiel y Cuevas de Provanco. 
El relieve del municipio está definido por la ribera del río Duero al norte, que hace de límite municipal, una zona llana con elevaciones y páramos aislados, y un páramo más extenso al sur (Cuchillejo). Destaca también el pico Lotero, en el norte del territorio (920 metros). La altitud oscila entre los 932 metros al sur (pico Cuchillejo), el punto más elevado de la provincia, y los 750 metros a orillas del Duero. El pueblo se alza a 785 metros sobre el nivel del mar. 
| Noroeste: Peñafiel y Bocos de Duero                             | Norte: San Martín de Rubiales (Burgos) | Noreste: Nava de Roa (Burgos)                             |
| Oeste: San Martín de Rubiales y Castrillo de Duero (Valladolid) |                                        | Este: Nava de Roa (Burgos) y Cuevas de Provanco (Segovia) |
| Suroeste: Olmos de Peñafiel                                     | Sur: Olmos de Peñafiel                 | Sureste: Cuevas de Provanco (Segovia)                     |

## Geografía humana

### Demografía
Cuenta con una población de 121 habitantes (INE 2024).
| Gráfica de evolución demográfica de Castrillo de Duero entre 1842 y 2021                                              |
| |
| Población de derecho según los censos de población del INE. Población de hecho según los censos de población del INE. |

| 246                        | 236 | 179 | 164 | 145 | 116 |
| (Fuente: [cita requerida]) |     |     |     |     |     |

Datos a 2009 según INE Instituto Nacional de Estadística (España)

## Administración y política
| Periodo   | Nombre                        | Partido |
| --------- | ----------------------------- | ------- |
| 1979-1983 | Carlos Rodríguez Arranz       | AP      |
| 1983-1987 | Carlos Rodríguez Arranz       | AP      |
| 1987-1991 | Luis Fabián Marcos            | PSOE    |
| 1991-1995 | Ramón González                | PP      |
| 1995-1999 | José María González González  | PP      |
| 1999-2003 | José María González González  | PP      |
| 2003-2007 | José María González González  | PP      |
| 2007-2011 | David Sanz Bombín             | PSOE    |
| 2011-2015 | Víctor Blas Paredes Rodríguez | PP      |
| 2015-2019 | Mónica Lucas Freire           | PP      |
| 2019-2023 | Mónica Luz Freire             | PP      |
| 2023-act. | David Rodríguez Rodríguez     | Cs      |

## Monumentos y lugares de interés

### Iglesia Nuestra Señora de la Asunción

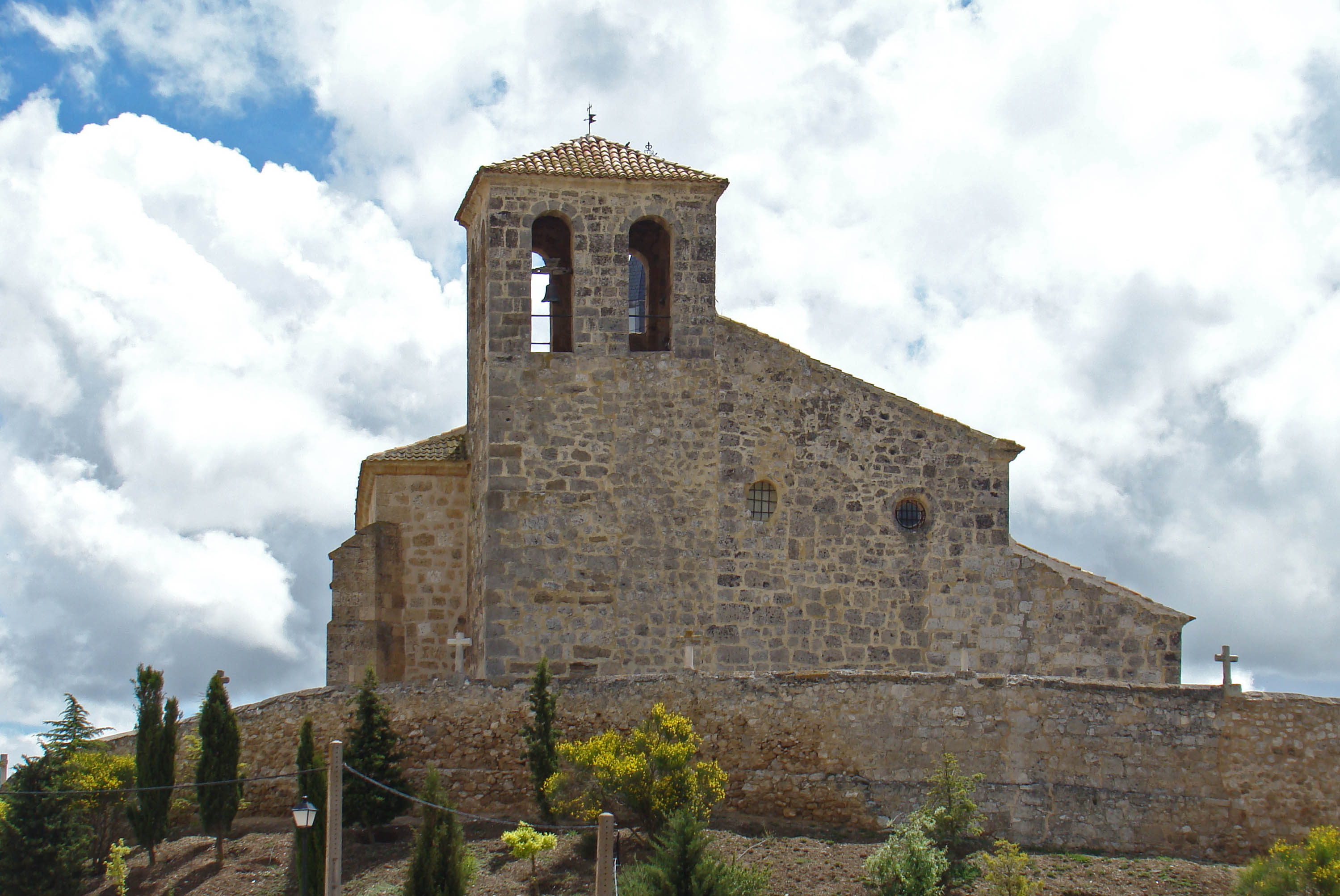
Iglesia parroquial dedicada a la Asunción.

La iglesia de Nuestra Señora de la Asunción es la única que tiene el municipio, por lo que se trata de su templo parroquial. Dedicada a la Asunción de la Virgen María, se sitúa en lo más alto del núcleo urbano, y alrededor de ella se extiende el mismo. Conserva una cabecera románica del siglo XII, mientras que el resto de su fábrica corresponde al siglo XVII.
En su interior conserva el retablo mayor, desmontado, obra de Roque Muñoz a principios del siglo XVII, lápidas funerarias de la antigua nobleza local, seis retablos más y pinturas al fresco en el altar mayor.

### Casas señoriales
Entre la tradicional arquitectura urbana del municipio destacan varias casas señoriales blasonadas, correspondientes a los siglos XVII y XVIII, entre las que se encuentran la Casa de los Torre y Díez, la Casa Palacio de los Puerto Maeda (1772), la Casa de los Bocos (siglo XVIII) o la Casa de los Girón. También hay una imponente casona con arco de carpanel y antepecho de hierro forjado en las ventanas.

### Restos romanos
Posee restos que atestiguan su pasado romano, como un puente de posible construcción romana que cruza el arroyo Botijas hasta la otra zona de bodegas y dos fuentes romanas: la Fuente de Santa María y la de Santa Marta, cada una en su respectiva plaza; la última da lugar a un arroyuelo semicanalizado con piedra. Otra fuente singular es la monolítica de la calle del Atajo. 
|  |  |  |  |

### Ayuntamiento y Centro de Interpretación de El Empecinado

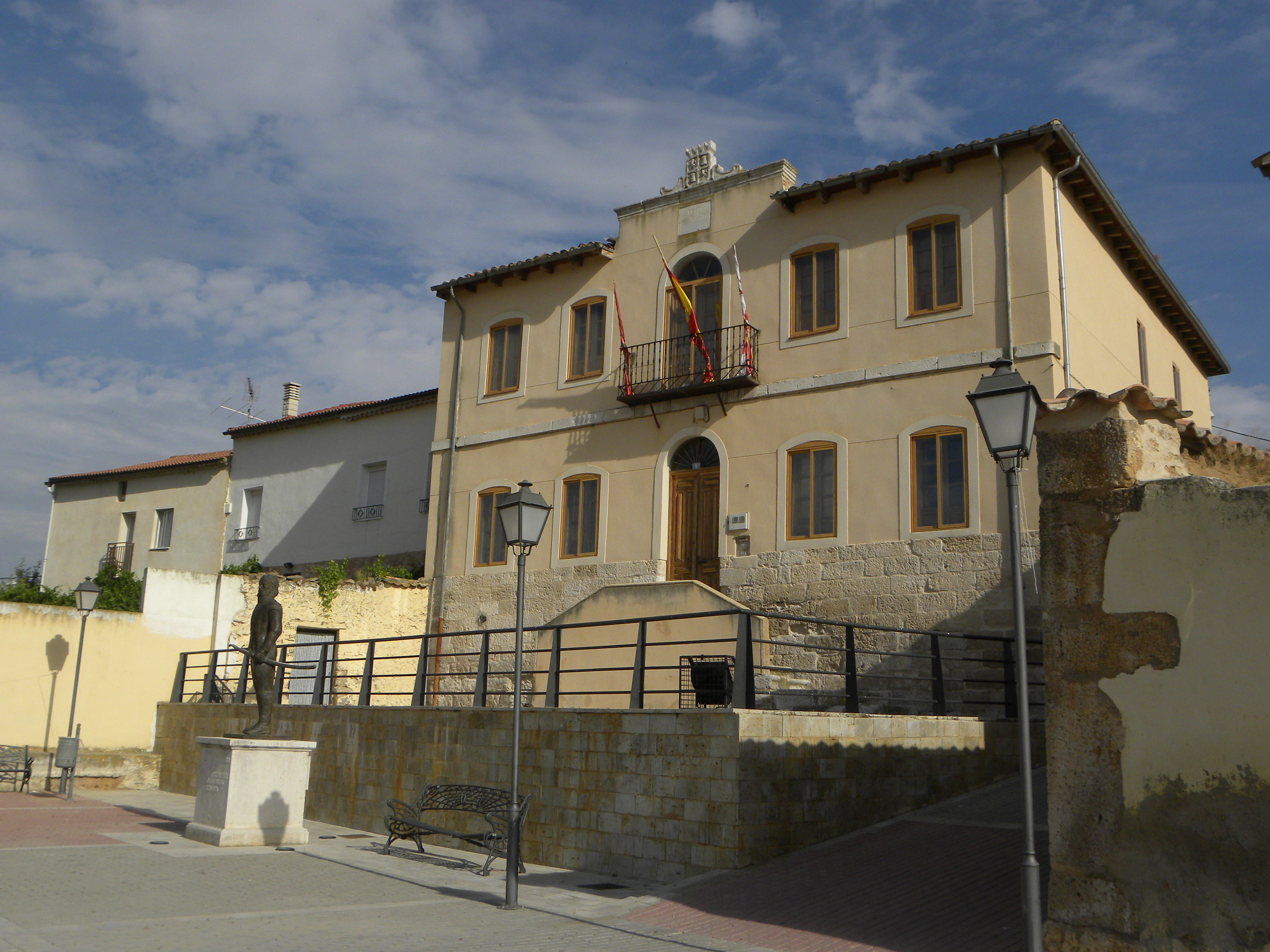
Casa consistorial de Castrillo de Duero.

La casa consistorial se ubica en la plaza de la Constitución, está coronada por un escudo real y frente a ella se ubica una estatua dedicada a Juan Martín Díez, hijo ilustre del municipio, conocido por su apodo del Empecinado. Se conserva además su casa natal, en la que vivió buena parte de su vida, aunque muy transformada.
El ayuntamiento dispone de abundante material expositivo y de investigación sobre la figura del Empecinado, en torno a la cual creó un Centro de Interpretación. Situado en las antiguas escuelas municipales, muestra una colección de recreaciones históricas de armas y vestuario de la época, completado con paneles explicativos y proyecciones audiovisuales, con el fin de recorrer su vida, desde su papel en la Guerra de la Independencia Española hasta su muerte en Roa (Burgos). Se abre al público mediante visitas guiadas los sábados y domingos.

### Senderismo
El municipio cuenta con rutas naturales, y en su demarcación se encuentra el pico más alto de la provincia, el Robleñada (931 m), seguido del Cuchillejo (928 m), también en el municipio, y al que algunos autores[cita requerida] le dan mayor altura que al primero.
La ruta  tiene una distancia de 8,72 kilómetros, y se establece entre un mínimo de 638 m y un máximo de 921. La salida se ubica en la plaza de Santa María por un camino de tierra dejando la cruz a las espaldas, cruzando un puente (coor (WGS84): 41,57278, -4,00637) y tomando la bifurcación a la izquierda. Sigue recta pasando por una fuente conocida como "Covachuela" (coor (WGS84): 41,562078, -3,997895). Pasada la fuente aparecerán dos bifurcaciones, siguiendo recto se llegaría a Cuchillejo (coor lat, lon (WGS84): 41,54878, -3,99605), y tomando la de la derecha iríamos a Robleñada (coor lat, lon (WGS84): 41,56016, -4,00072).

## Cultura

### Fiestas y celebraciones destacadas
- San Isidro Labrador (15 de mayo). Misa y procesión para bendecir los campos, y aperitivo popular.
- Fiesta de la Virgen de la “La Socorrilla”. Misa y procesión, con subasta de palos, y verbena, el tercer fin de semana de mayo.
- Semana y fiesta cultural del Valle del Botijas, a primeros de junio.
- Día de la siega tradicional. Trajes típicos, almuerzo popular, representación de prácticas agrícolas tradicionales y chocolatada, a primeros de agosto.
- Recreación itinerante de la Boda de El Empecinado por las calles y en la iglesia, con trajes de la época. Degustación de vinos de la Ribera de Duero y pinchos en la plaza. Primer sábado de agosto.
- Ofrenda floral y homenaje al Empecinado, el primer fin de semana de septiembre.
- Fiestas de Nuestra Señora de la Asunción. Misa y procesión, juegos populares y tradicionales, actividades deportivas, disfraces, aperitivo popular y verbenas, los días 6, 7 y 8 de septiembre.
- Navidades. Cabalgata de Reyes Magos del Valle del Botijas.

## Personas destacadas

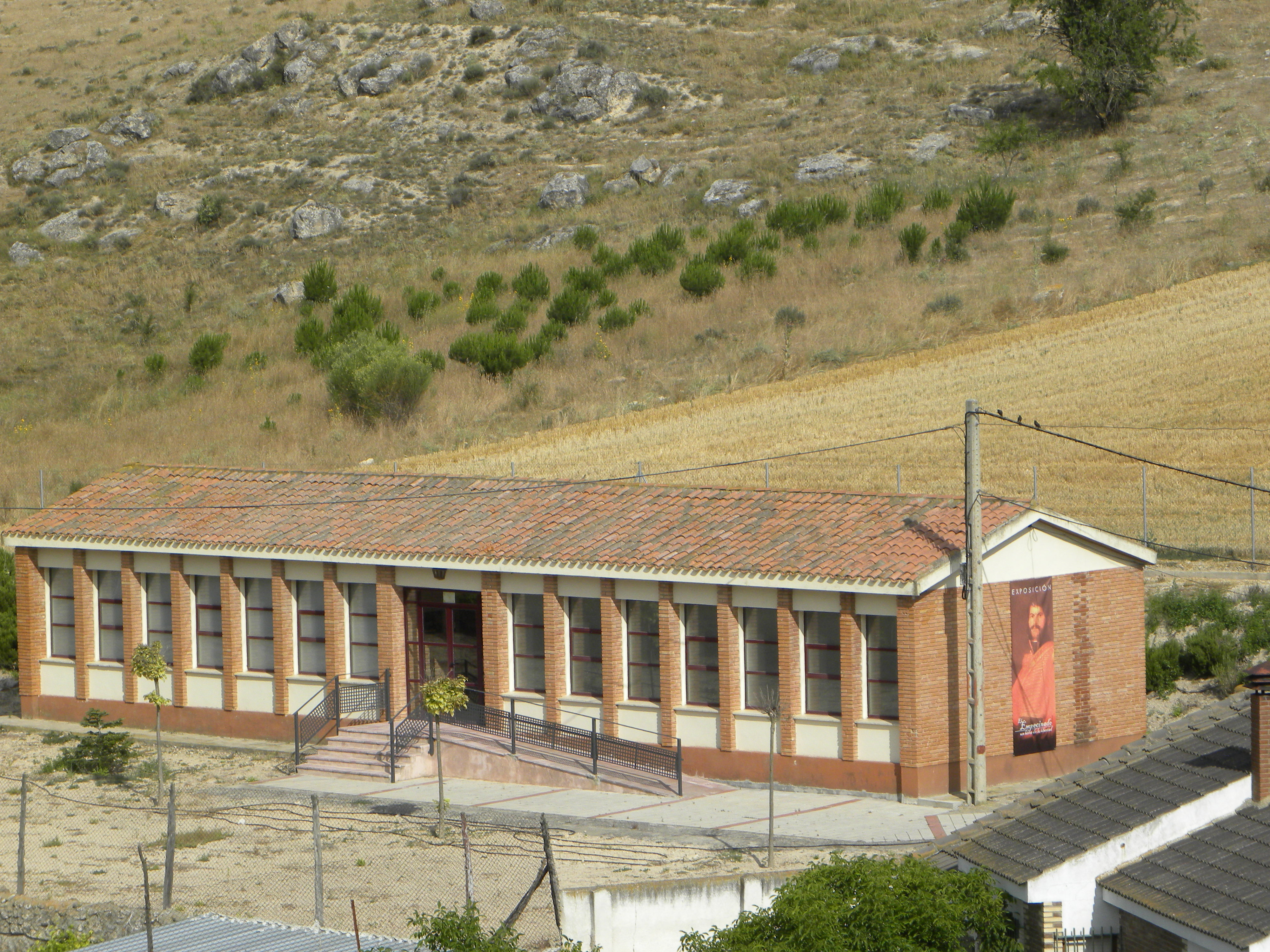
Museo de "El Empecinado" en su localidad natal.

Es la localidad natal de Juan Martín Díez, llamado «El Empecinado» (1775-1825), militar español, héroe de la Guerra de la Independencia española en la que participó como jefe de una de las guerrillas legendarias que derrotaron repetidas veces al ejército napoleónico. Su figura fue tratada por Benito Pérez Galdós en los Episodios Nacionales como «Juan Martín El Empecinado».